# Juska Savolainen
Juska Savolainen (Helsinki, 1 september 1983) is een Fins voormalig voetballer die als middenvelder speelde.
Savolainen speelde in de jeugd voor HJK Helsinki en debuteerde in 2000 bij KäPa. Hij speelde tussen 2001 en 2003 bij sc Heerenveen waar hij niet in het eerste team zou komen. Hij brak later door hij Tampere United en speelde ook in Noorwegen voor Rosenborg en Haugesund. Savolainen speelde in 2010 tweemaal voor het Fins voetbalelftal. Ook zijn broer Vili werd voetballer.